# Acanthodoris rhodoceras
Acanthodoris rhodoceras är en snäckart som beskrevs av Cockerell 1905. Acanthodoris rhodoceras ingår i släktet Acanthodoris och familjen Onchidorididae. Inga underarter finns listade i Catalogue of Life.